# Salazaria mexicana
Salazaria mexicana är en kransblommig växtart som beskrevs av John Torrey. Salazaria mexicana ingår i släktet Salazaria och familjen kransblommiga växter. Inga underarter finns listade i Catalogue of Life.

## Bildgalleri

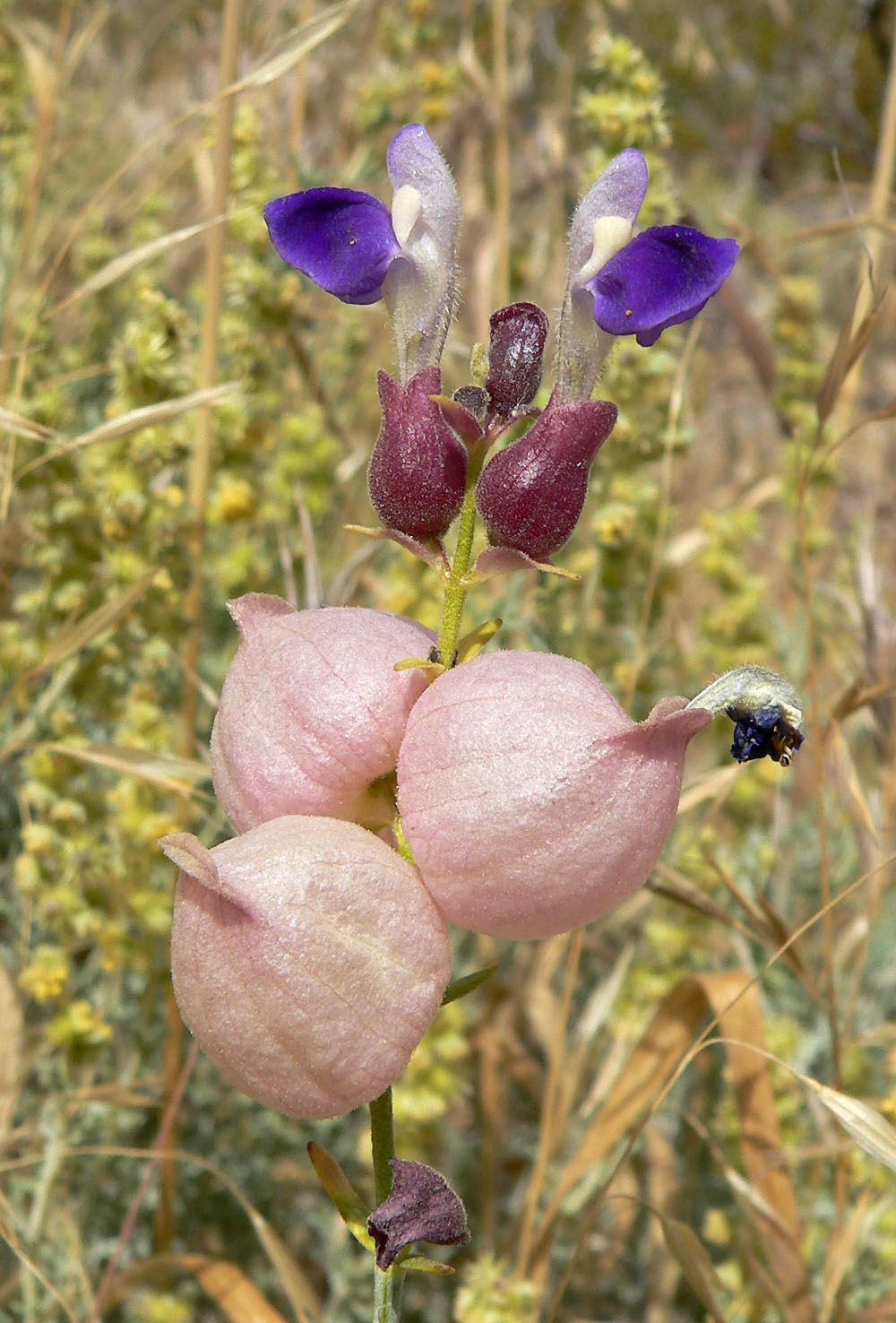
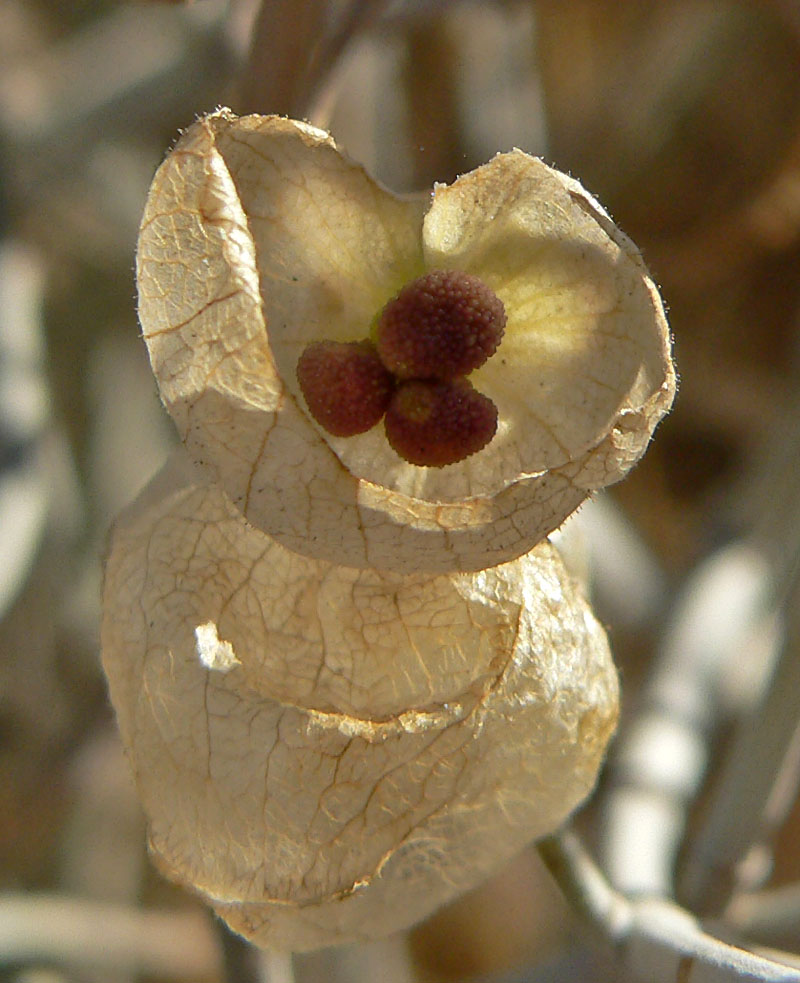
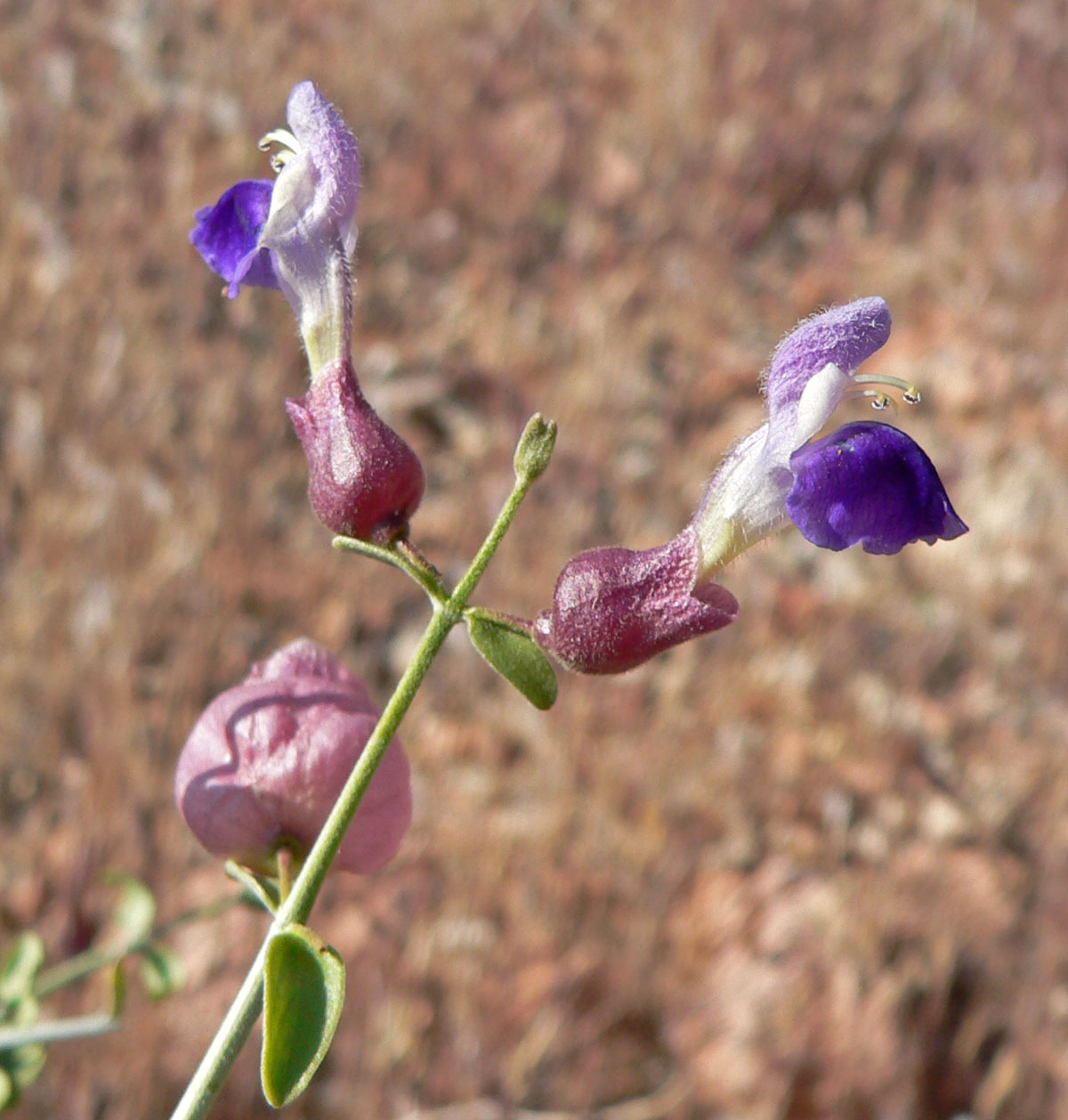
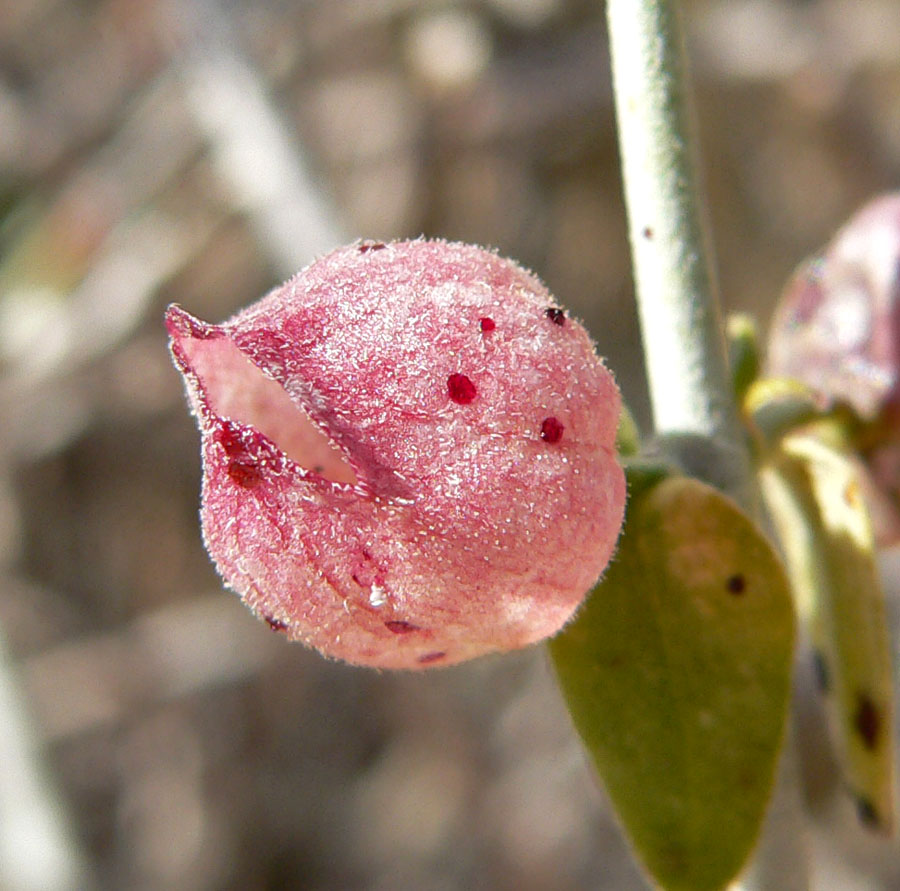
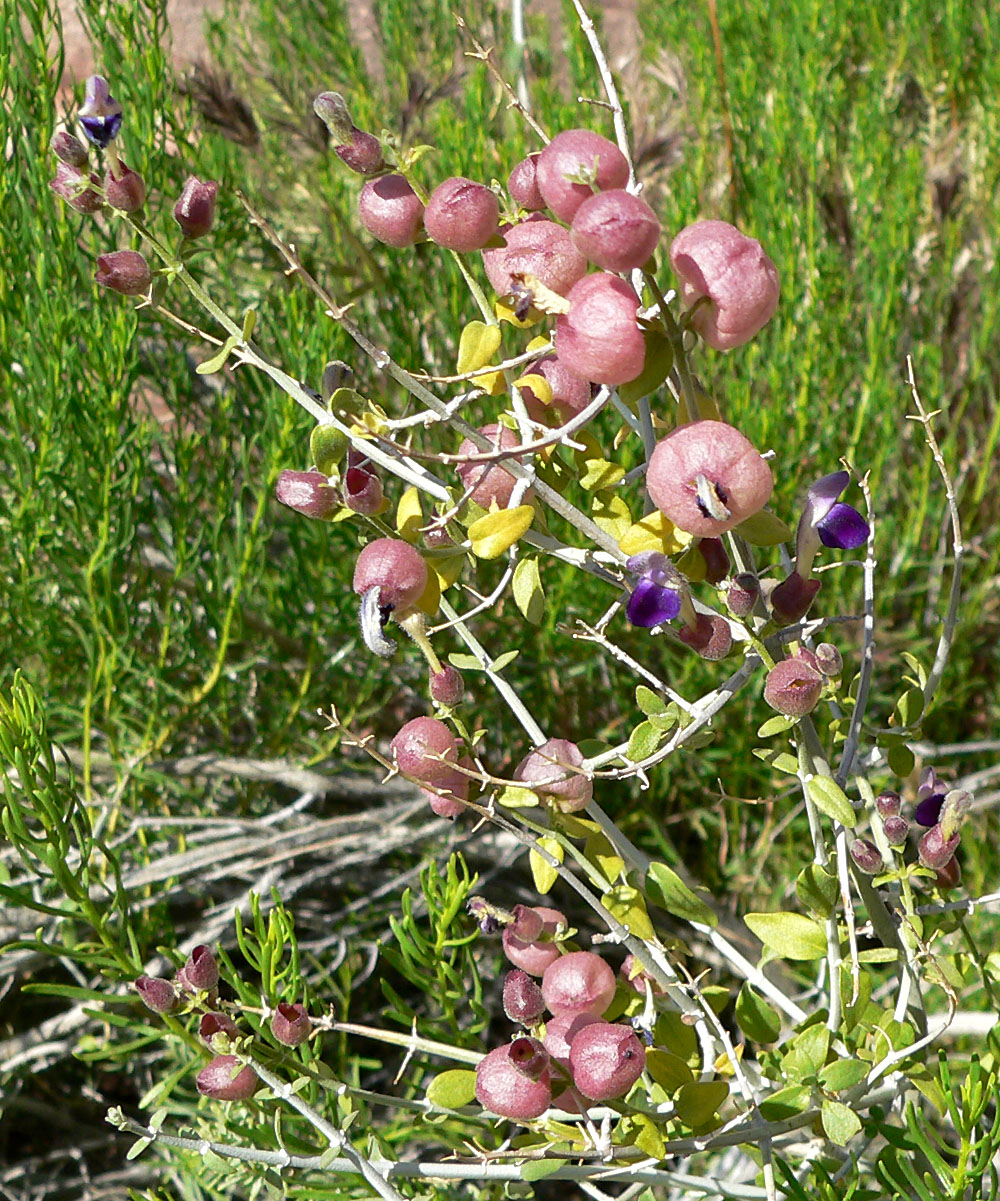
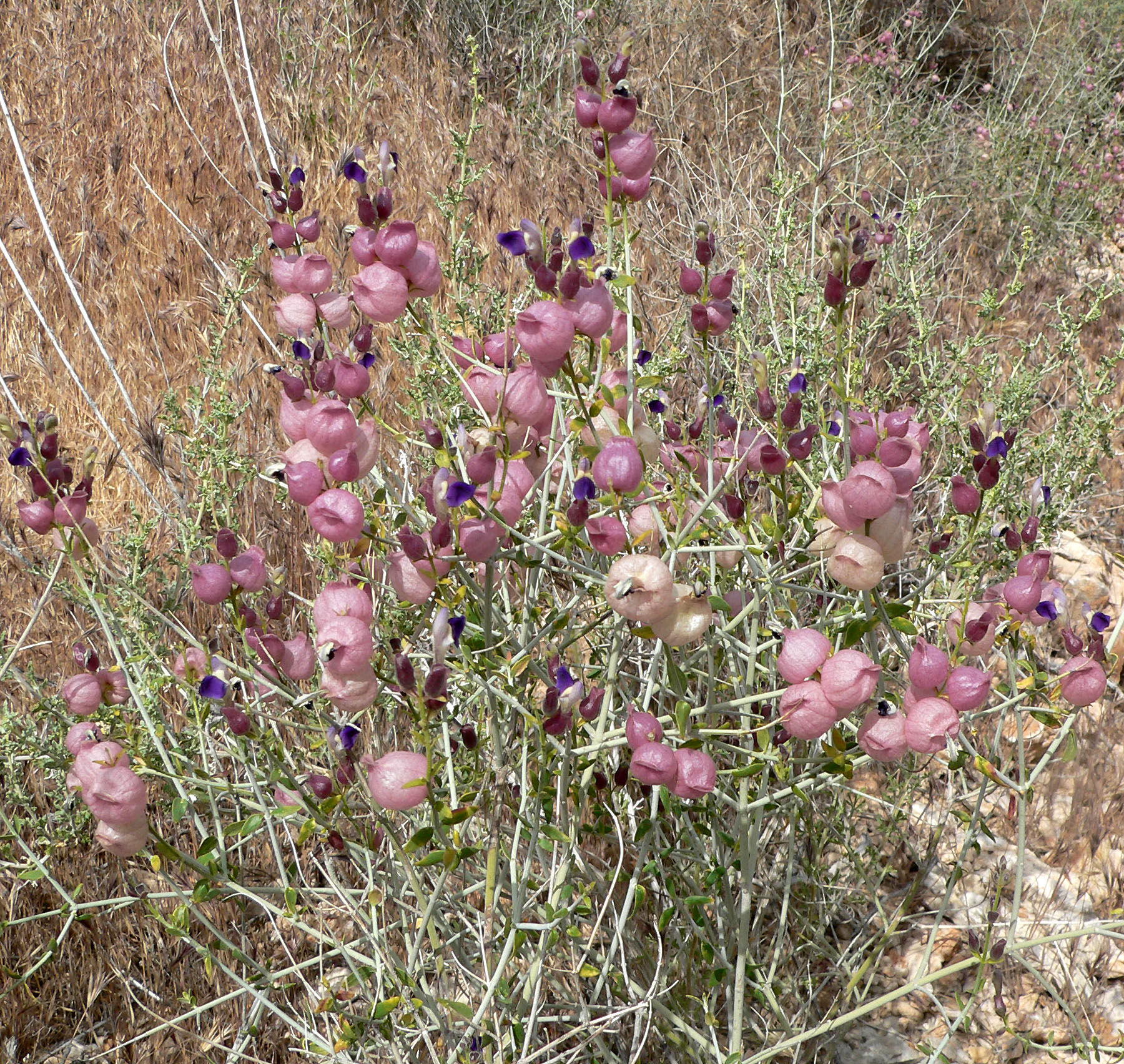